# O zajčku, ki je izgubil ključek
O Zajčku, ki je izgubil ključek je otroška slikanica avtorja Janeza Bitenca, ki je izšla leta 1993 pri Založbi Obzorja Maribor. Obenem je tudi glasbena pravljica, saj se skozi vso pravljico niza pesem o zajčku Dolgouščku. Skupaj s knjigo je izšla tudi kaseta, kjer je tudi zvočni posnetek pravljice.

## O likih
ZAJČEK DOLGOUŠČEK
Zajčka lahko v tej zgodbi označimo kot otroka, ki je neposlušen, saj svojih staršev ne posluša in gre kljub opozorilom in prepovedi staršev v mesto. Je tudi nepredvidljiv in nepremišljen, saj je mesto nevarno, tam je veliko ljudi in prometa, vendar zajček ne pomisli na nevarnosti, ki bi jih lahko doživel na poti. Poleg tega tudi nikomer ne pove, da gre v mesto in ga babica in dedek iščeta ter sta v skrbeh za njega. V zgodbi lahko zasledimo tudi njegovo radodarnost in dobrosrčnost, ko Reksu, Muriju in Sultanu prinese sladoled v zahvalo, ker so mu odprli vrata.
ZAJČKOVA MATI
Mati zajkljo lahko primerjamo z današnjo materjo, ki za svojega sina zelo skrbi. Zjutraj mu pripravi zajtrk ter ga vsak dan opozori, da si opere zobe, se počeše in da gre na dvorišče šele ko posveti sonce, da se ne bi prehladil. Predenj gre v službo sinka še pokrije in ga poljubi.Ko zajček izgubi ključek ga potolaži in gre skupaj z njim v mesto, da mu ga pomaga poiskati.
ZAJČKOV OČE
Oče zajec v zgodbi ne igra pomembne vloge. Zdi se, kot da je le fizično prisoten vendar zajčka vzgaja bolj ali manj mati. To lahko vidimo predvsem na koncu, ko zajček pove, da je bil v mestu in oče takoj »zaropota« in že pokaže šibo ne da bi ga karkoli vprašal ali se pogovoril z njim. Tudi v mesto ne gre skupaj z materjo in s sinom iskati ključe. 
BABICA ZAJKLJA
Babica zajklja igra vlogo dobre babice, ki skrbi za svojega vnučka. Na sliki je prikazana s predpasnikom, kar ponazarja, da je njena funkcija predvsem, da družini kuha in je gospodinja. Ko zajčka ni cel dopoldan začne jokati, kar ponazarja tudi njeno čustveno navezanost na zajčka in na krhkost.
DEDEK ZAJEC
Dedek je prikazan s časopisom v roki, kar kaže na njegovo razgledanost in učenost. Ko mu zajček zapoje pesem o zajčku Dolgouščku mu stisne nekaj tolarjev. S tem pokaže ljubezen do vnuka Dolgouščka, medtem ko babica pokaže svojo ljubezen do vnuka bolj s čustvi.

## Nekatere pravljice, v katerih se pojavi lik zajčka
- Zdenka obal; Zajčki na delu
- Vilko Novak; Zajčkov zvonček
- slovenska ljudska; Od kdaj ima zajček kratek rep
- založba Grahovac; Živalske zgodbe: Uhec